# Ейс Вентура 2: Поклик природи
«Ейс Вентура 2: Поклик природи» (англ. Ace Ventura: When Nature Calls) — американська пригодницька комедія 1995 року.

## Сюжет
Детектив Ейс Вентура, який займається пошуком тварин, не зміг запобігти загибелі єнота і пішов у монастир. Однак коли його відокремлене життя в храмі порушують пропозицією значної суми грошей, герой вирішує повернутися до улюбленої справи. Метою Вентури стає зниклий білий кажан, священна тварина африканського племені Вачаті, яку потрібно було знайти до вінчання дочки вождя з представником Вачуту, щоб не допустити війни. Незважаючи на свій страх і огиду перед рукокрилими, герой вирішує взятися за пошуки. Коли на Ейса здійснюється напад, це наводить його на думку навідатись у сусіднє плем'я. До нього в руки потрапляє дротик мисливців Вачуту, що і дає йому підказку. Завдяки медитації Вентура розплутує ланцюжок інтриг. Він вирушає до свого роботодавця, який викрав кажана в корисливих цілях. Герой вдається до допомоги мешканців джунглів, а подолавши свій страх, повертає рукокрилу істоту Вачаті, запобігши ворожнечі. Під час святкування одруження з'ясовується, що наречена не незаймана. Ейс рятується втечею.

## У ролях
| Актор                    | Роль            |
| ------------------------ | --------------- |
| Джим Керрі               | Ейс Вентура     |
| Іен Макніс               | Фултон Грінволл |
| Саймон Келлоу            | Вінсент Кабді   |
| Боб Ґантон               | Бартон Квінн    |
| Софі Оконедо             | принцеса Вачаті |
| Брюс Спенс               | Гаджи           |
| Мейнард Езіаші           | Уда             |
| Адевале Акінуойє-Агбадже | Гіту            |
| Томмі Девідсон           | Крихітний воїн  |
| Деймон Стандіфер         | вождь Вачаті    |